# 栗子行動
栗子行動（英語：Operation Chestnut）是第二次世界大戰期間英國第2空降特勤團為支持盟軍入侵西西里島而進行的一次失敗之突襲。

## 概述
1943年7月12日晚上，英國第2空降特勤團派出兩支各有10人的小隊，代號為“Pink”和“Brig”，跳傘進入西西里島北部，以擾亂西西里島的通訊、交通以及島上的駐軍。然而跳傘的結果是失敗的：英軍所有的收音機都壞了，許多彈藥、炸藥和食物在跳傘過程中丟失了。一支隊伍在西西里島的居民區附近著陸，因而使這20名英軍的行蹤被當地的居民發現並向島上的義大利駐軍報告。
再加上沒有無線電，兩支小隊都無法相互取得聯繫和指揮飛機帶來增援物資，原本帶來增援物資的盟軍飛機因此而返回基地，沒有空投任何增援物資。英軍無法取得任何有價值的東西。
這是英國第2空降特勤團的第一次空降突襲。